# Sarmiento megye (Chubut)
Sarmiento egy megye Argentínában, Chubut tartományban. A megye székhelye Sarmiento.

## Települések
A megye a következő nagyobb településekből (Localidades) áll:
- Buen Pasto
- Sarmiento

Kisebb települései (Parajes):
- Matasiete
- Las Pulgas
- Los Manantiales
- Puerto El Chulengo